# Rhyncholita diaperas
Rhyncholita diaperas är en fjärilsart som beskrevs av George Francis Hampson 1918. Rhyncholita diaperas ingår i släktet Rhyncholita och familjen nattflyn. Inga underarter finns listade.